# 양미라
양미라(1982년 7월 10일 ~ )은 대한민국의 배우, 모델이였으며 현재는 연예계에서 은퇴하였다.

## 학력
- 숭덕여자고등학교 (졸업)
- 한양대학교 연극영화학과 (졸업)
- 한양대학교 대학원 연극영화학과 (졸업)

## 연기 활동

### 드라마
- 1999년 MBC 주말드라마 《사랑해 당신을》 ... 문미경 역
- 2000년 SBS 수목드라마 《팝콘》 ... 홍지희 역
- 2000년 MBC 청춘시트콤 《뉴 논스톱》
- 2001년 KBS2 월화드라마 《인생은 아름다워》 ... 박미숙 역
- 2002년 SBS 일일시트콤 《대박가족》 ... 임미라 역
- 2002년 KBS2 월화드라마 《천국의 아이들》 ... 구미향 역
- 2004년 SBS 월화드라마 《장길산》 ... 장길산의 처 역
- 2005년 KBS1 일일연속극 《어여쁜 당신》 ... 고미정 역
- 2007년 수퍼 액션 《도시괴담 데자뷰 2》 ... 현주 역
- 2010년 SBS 일일드라마 《세 자매》 ... 김은실 역

### 영화
- 2008년 《비밀의 샘을 찾아라》

### 공연
- 2012년 《러브레터》 ... 멜리사 역

## 예능
- 2000년 MBC 《스타 서바이벌 동거동락 시즌 1》
- 2006년 KBS2 《주주클럽》
- 2015년 tvN 《현장토크쇼 TAXI》
- 2016년 JTBC 《힙합의 민족 2》
- 2016년 MBC every1 《비디오스타》
- 2017년 O tvN 《어쩌다 어른》
- 2019년 TV조선 《아내의 맛》
- 2019년 MBC 《미스터리 음악쇼 복면가왕》 - 모나리자 모나리자 모나리자 모나리자 (참가자)

## 광고
- 종근당 펜잘
- 롯데제과
- 롯데리아
- 해태제과식품 째앰
- 해태제과식품 누가바
- 매일유업
- SK텔레콤
- 농심
- 오뚜기 빨개면

## 홍보대사
- 2012년 제4회 서울국제건축영화제 홍보대사

## 수상 경력
- 1997년 잠뱅이 모델 콘테스트 대상

## 가족 관계
- 배우자 : 정신욱 (1980년 ~ )
  - 아들 : 정서호 (2020년 6월 4일 ~ )
  - 딸 : (2022년 7월 1일 ~ )
- 동생 : 양은지 (1984년 5월 14일 ~ )
  - 제부 : 이호 (1984년 10월 22일 ~ )
    - 조카 : 이지율 (2010년 11월 14일 ~ )
    - 조카 : 이지아 (2012년 3월 8일 ~ )
    - 조카 : 이지음 (2017년 11월 15일 ~ )